# Décès en décembre 2018
Décès
- 2014
- 2015
- 2016
- 2017
- 2018
- 2019
- 2020
- 2021
- 2022

Pour une information complémentaire, voir la page d'aide.

| Date         | Nom                          | Activités | Âge | Source |
| ------------ | ---------------------------- | --- | --- | ------ |
| 1er décembre | Ken Berry                    | Acteur américain.                                                                                                 | 85  | (en)   |
| 1er décembre | Ennio Fantastichini          | Acteur italien.                                                                                                   | 63  | (it)   |
| 1er décembre | Dave Mantel                  | Acteur et producteur de films néerlandais.                                                                        | 37  | (nl)   |
| 1er décembre | Calvin Newborn               | Guitariste américain de jazz.                                                                                     | 85  | (en)   |
| 1er décembre | Maria Pacôme                 | Actrice française.                                                                                                | 95  |        |
| 1er décembre | Jody Williams                | Guitariste et chanteur de blues américain.                                                                        | 83  | (en)   |
| 2 décembre   | Séry Bailly                  | Universitaire, écrivain et homme politique ivoirien.                                                              | 70  |        |
| 2 décembre   | Lothar Baumgarten            | Artiste, photographe et éclairagiste allemand.                                                                    | 74  | (en)   |
| 2 décembre   | Ugo De Censi                 | Prêtre et missionnaire italien.                                                                                   | 94  | (it)   |
| 2 décembre   | Gottfried Haschke            | Homme politique est-allemand puis allemand.                                                                       | 83  | (de)   |
| 2 décembre   | Perry Robinson               | Clarinettiste de jazz et compositeur américain.                                                                   | 80  | (en)   |
| 2 décembre   | Paul Sherwen                 | Cycliste sur route britannique.                                                                                   | 62  | (en)   |
| 2 décembre   | Jean-Maurice Verdier         | Juriste et universitaire français.                                                                                | 90  |        |
| 3 décembre   | Markus Beyer                 | Boxeur allemand.                                                                                                  | 47  |        |
| 3 décembre   | Andreï Bitov                 | Écrivain et scénariste soviétique puis russe.                                                                     | 81  | (ru)   |
| 3 décembre   | Philip Bosco                 | Acteur américain.                                                                                                 | 88  | (en)   |
| 3 décembre   | Albert Frère                 | Homme d'affaires et milliardaire belge.                                                                           | 92  |        |
| 3 décembre   | Robert Lavoie                | Acteur canadien.                                                                                                  | 69  |        |
| 3 décembre   | Michel Lucas                 | Ingénieur et banquier français.                                                                                   | 79  |        |
| 3 décembre   | Geoff Murphy                 | Réalisateur, producteur de cinéma et scénariste néo-zélandais.                                                    | 80  | (en)   |
| 3 décembre   | Mohamed Naouali              | Footballeur tunisien.                                                                                             | 68  |        |
| 3 décembre   | Josep Lluís Núñez            | Président du FC Barcelone et homme d'affaires espagnol.                                                           | 87  |        |
| 3 décembre   | Miguel Primo de Rivera       | Avocat et homme politique espagnol.                                                                               | 84  | (es)   |
| 4 décembre   | Maurice Cosandey             | Ingénieur civil suisse.                                                                                           | 100 |        |
| 4 décembre   | Nh. Dini                     | Romancière et féministe indonésienne.                                                                             | 82  | (en)   |
| 4 décembre   | Selma Engel-Wijnberg         | Auteure de journal intime néerlandaise.                                                                           | 96  | (en)   |
| 4 décembre   | Sidy Lamine Niasse           | Juriste, journaliste et patron de presse sénégalais.                                                              | 68  |        |
| 4 décembre   | Georges Mauvois              | Écrivain et homme politique français.                                                                             | 96  |        |
| 5 décembre   | Dynamite Kid                 | Catcheur britannique.                                                                                             | 60  | (en)   |
| 6 décembre   | Ace Cannon                   | Saxophoniste américain.                                                                                           | 84  | (en)   |
| 6 décembre   | Larry Hennig                 | Catcheur américain.                                                                                               | 82  | (en)   |
| 6 décembre   | Ivan Hladush                 | Homme politique soviétique puis ukrainien.                                                                        | 89  |        |
| 6 décembre   | Joseph Joffo                 | Écrivain français.                                                                                                | 87  |        |
| 6 décembre   | Aleksandr Minayev            | Footballeur soviétique, médaillé de bronze aux Jeux olympiques d'été de 1976.                                     | 64  | (ru)   |
| 6 décembre   | Pete Shelley                 | Auteur, chanteur et guitariste britannique.                                                                       | 63  | (en)   |
| 7 décembre   | Belisario Betancur Cuartas   | Avocat et homme d'État colombien.                                                                                 | 95  | (es)   |
| 7 décembre   | Barend Britz                 | Joueur sud-africain naturalisé français de rugby à XV.                                                            | 63  |        |
| 7 décembre   | Samuel Flatto-Sharon         | Homme d'affaires et homme politique franco-israélien.                                                             | 88  |        |
| 7 décembre   | Paul Niedermann              | Journaliste et photographe juif français né en Allemagne.                                                         | 91  |        |
| 7 décembre   | Luigi Radice                 | Footballeur puis entraîneur italien.                                                                              | 83  | (it)   |
| 8 décembre   | Lyudmila Alexeyeva           | Historienne, militante des droits de l'homme et écrivaine soviétique puis russe et ensuite américaine.            | 91  |        |
| 8 décembre   | Evelyn Berezin               | Informaticienne américaine.                                                                                       | 93  |        |
| 8 décembre   | David Weatherall             | Médecin, généticien moléculaire, hématologue et médecin clinique britannique.                                     | 85  | (en)   |
| 9 décembre   | Jean Baldassari              | Cycliste sur route français.                                                                                      | 92  |        |
| 9 décembre   | Robert Bergland              | Homme politique américain.                                                                                        | 90  | (en)   |
| 9 décembre   | William Blum                 | Écrivain et journaliste américain.                                                                                | 85  | (en)   |
| 9 décembre   | Riccardo Giacconi            | Physicien italien et américain surtout connu pour ses travaux dans le domaine de l'astronomie des rayons X.       | 87  | (it)   |
| 9 décembre   | Guire Poulard                | Prélat haïtien, archevêque émérite de Port-au-Prince                                                              | 76  |        |
| 9 décembre   | Yumiko Shige                 | Skipper japonaise, médaillée d'argent aux Jeux olympiques d'été de 1996.                                          | 53  | (ja)   |
| 10 décembre  | Raoul Hunter                 | Caricaturiste et sculpteur canadien.                                                                              | 92  |        |
| 10 décembre  | Robert Spaemann              | Philosophe allemand.                                                                                              | 91  | (de)   |
| 10 décembre  | Xavier Tilliette             | Prêtre jésuite, philosophe, historien de la philosophie et théologien français.                                   | 97  |        |
| 11 décembre  | Eleanor Maccoby              | Psychologue et professeure américaine.                                                                            | 101 | (en)   |
| 11 décembre  | Huguette Uguay               | Actrice canadienne.                                                                                               | 91  |        |
| 12 décembre  | Iraj Danaifar                | Footballeur iranien.                                                                                              | 67  | (fa)   |
| 12 décembre  | Noël Duval                   | Historien, archéologue et épigraphiste français.                                                                  | 88  |        |
| 12 décembre  | Wilhelm Genazino             | Écrivain allemand.                                                                                                | 75  | (de)   |
| 12 décembre  | William Brantley Harvey Jr.  | Homme politique américain.                                                                                        | 88  | (en)   |
| 12 décembre  | Ferenc Kósa                  | Réalisateur et scénariste hongrois.                                                                               | 81  | (en)   |
| 12 décembre  | Nelson Martínez              | Chimiste et homme politique vénézuélien.                                                                          | 67  | (en)   |
| 12 décembre  | Odile Rodin                  | Actrice française.                                                                                                | 81  | (pt)   |
| 12 décembre  | Jane Ellen Usher             | Personnalité politique bélizienne.                                                                                | 101 | (en)   |
| 13 décembre  | Christopher Hooley           | Mathématicien britannique.                                                                                        | 90  |        |
| 13 décembre  | Noah Klieger                 | Journaliste et écrivain israélien.                                                                                | 92  |        |
| 13 décembre  | Timothy C. May               | Ingénieur et chef scientifique américain.                                                                         | 66  | (en)   |
| 13 décembre  | Jean-Pierre Van Rossem       | Homme politique et homme d'affaires belge.                                                                        | 73  |        |
| 13 décembre  | Nancy Wilson                 | Chanteuse et actrice américaine.                                                                                  | 81  | (en)   |
| 14 décembre  | Horst Herold                 | Officier de police allemand.                                                                                      | 95  | (de)   |
| 14 décembre  | Matti Kassila                | Réalisateur finlandais.                                                                                           | 94  | (fi)   |
| 14 décembre  | Guy Rétoré                   | Metteur en scène et directeur de théâtre français.                                                                | 94  |        |
| 14 décembre  | Edmond Simeoni               | Homme politique français et nationaliste corse.                                                                   | 84  |        |
| 15 décembre  | Bernard Darty                | Entrepreneur français. Cofondateur de la société Darty.                                                           | 84  |        |
| 15 décembre  | Milunka Lazarević            | Joueuse d'échecs yougoslave puis serbe.                                                                           | 86  | (se)   |
| 15 décembre  | Philippe Moureaux            | Professeur d'université et homme politique belge.                                                                 | 79  |        |
| 15 décembre  | Eva Tichauer                 | Réfugiée politique juive allemande.                                                                               | 100 |        |
| 15 décembre  | Jacques Verdier              | Journaliste sportif et écrivain français.                                                                         | 61  |        |
| 15 décembre  | Girma Wolde-Giorgis          | Homme d'État éthiopien.                                                                                           | 93  |        |
| 16 décembre  | Scott Matzka                 | Joueur américain de hockey sur glace.                                                                             | 40  | (en)   |
| 16 décembre  | Mircea Petescu               | Footballeur puis entraîneur roumain.                                                                              | 75  | (ro)   |
| 16 décembre  | Giuseppe Sermonti            | Généticien italien.                                                                                               | 93  | (it)   |
| 16 décembre  | Joseph Thomin                | Coureur cycliste français.                                                                                        | 87  |        |
| 17 décembre  | Louis Blanc                  | Joueur français de rugby à XV.                                                                                    | 85  |        |
| 17 décembre  | Jean Cormier                 | Écrivain et journaliste français.                                                                                 | 75  |        |
| 17 décembre  | Galt MacDermot               | Musicien et compositeur canadien.                                                                                 | 89  | (en)   |
| 17 décembre  | Penny Marshall               | Actrice, réalisatrice et productrice américaine.                                                                  | 75  | (en)   |
| 17 décembre  | Andrey Shcharbakow           | Footballeur biélorusse.                                                                                           | 27  | (ru)   |
| 18 décembre  | David Austin                 | Créateur de roses britannique.                                                                                    | 92  | (en)   |
| 18 décembre  | Jean-Claude Chevalier        | Linguiste et professeur émérite français.                                                                         | 93  |        |
| 18 décembre  | Tulsi Giri                   | Homme d'État népalais.                                                                                            | 92  | (en)   |
| 18 décembre  | Masao Itō                    | Neuroscientifique japonais.                                                                                       | 90  | (ja)   |
| 18 décembre  | Kazimierz Kutz               | Metteur en scène et homme politique polonais.                                                                     | 89  | (en)   |
| 18 décembre  | Peter Masterson              | Acteur et réalisateur américain.                                                                                  | 84  | (en)   |
| 18 décembre  | Shinobu Sekine               | Judoka japonais, champion aux Jeux olympiques d'été de 1972.                                                      | 75  | (en)   |
| 18 décembre  | Bill Slater                  | Footballeur britannique.                                                                                          | 91  | (en)   |
| 18 décembre  | Raimo Vartia                 | Basketteur finlandais.                                                                                            | 81  | (fi)   |
| 19 décembre  | Jacques David                | Évêque catholique français.                                                                                       | 87  |        |
| 19 décembre  | Tömür Dawamat                | Homme politique chinois ouïghour.                                                                                 | 91  | (zh)   |
| 19 décembre  | Mel Hutchins                 | Basketteur américain.                                                                                             | 90  | (en)   |
| 19 décembre  | Guy Modeste                  | Footballeur français.                                                                                             | 64  |        |
| 19 décembre  | Andrzej Skupiński            | Acteur polonais.                                                                                                  | 66  | (pl)   |
| 20 décembre  | F. W. Bernstein              | Poète, dessinateur et satiriste allemand.                                                                         | 80  | (de)   |
| 20 décembre  | Donald Moffat                | Acteur britannique.                                                                                               | 87  | (en)   |
| 20 décembre  | Andrea G. Pinketts           | Journaliste et écrivain italien.                                                                                  | 57  | (it)   |
| 21 décembre  | Walter Artizala              | Guerillero équatorien.                                                                                            | 29  | (en)   |
| 21 décembre  | Luigi Giuliani               | Acteur italien.                                                                                                   | 78  | (it)   |
| 21 décembre  | Edda Göring                  | Personnalité allemande, fille d'Hermann Göring.                                                                   | 80  |        |
| 21 décembre  | Tom Leonard                  | Poète écossais.                                                                                                   | 74  | (en)   |
| 22 décembre  | Talal ben Abdelaziz Al Saoud | Membre de la famille royale et homme politique saoudien.                                                          | 87  | (en)   |
| 22 décembre  | Paddy Ashdown                | Homme politique britannique.                                                                                      | 77  | (en)   |
| 22 décembre  | Jean Bourgain                | Mathématicien belge.                                                                                              | 64  |        |
| 22 décembre  | Jane Langton                 | Romancière et illustratrice américaine.                                                                           | 95  | (en)   |
| 22 décembre  | Jiko Luveni                  | Médecin et femme politique fidjienne.                                                                             | 72  | (en)   |
| 22 décembre  | Simcha Rotem                 | Survivant du génocide juif polonais et israélien.                                                                 | 94  | (pl)   |
| 22 décembre  | Roberto Suazo Córdova        | Homme d'État hondurien.                                                                                           | 91  | (es)   |
| 22 décembre  | Willy Taminiaux              | Homme politique belge.                                                                                            | 79  |        |
| 23 décembre  | Jean Audebert                | Joueur français de football.                                                                                      | 87  |        |
| 23 décembre  | Sophie Oluwole               | Philosophe nigériane.                                                                                             | 83  |        |
| 23 décembre  | Elias Menachem Stein         | Mathématicien américain.                                                                                          | 87  | (en)   |
| 24 décembre  | Jozef Adamec                 | Joueur puis entraîneur slovaque de football.                                                                      | 76  |        |
| 24 décembre  | Martha Erika Alonso Hidalgo  | Femme politique mexicaine, gouverneure de Puebla (2018).                                                          | 45  | (en)   |
| 24 décembre  | Guy Bacon                    | Homme politique canadien.                                                                                         | 82  |        |
| 24 décembre  | Osvaldo Bayer                | Historien, écrivain, journaliste et scénariste argentin.                                                          | 91  | (en)   |
| 24 décembre  | Rafael Moreno Valle          | Homme politique mexicain, gouverneur de Puebla (2011-2017).                                                       | 50  | (en)   |
| 24 décembre  | Dionne Rose-Henley           | Athlète jamaïcaine.                                                                                               | 49  | (en)   |
| 24 décembre  | Mame Seck Mbacké             | Écrivaine sénégalaise.                                                                                            | 71  |        |
| 24 décembre  | Hashemi Shahroudi            | Religieux musulman chiite et homme politique iranien.                                                             | 70  | (en)   |
| 24 décembre  | Jaime Torres                 | Musicien argentin.                                                                                                | 80  |        |
| 25 décembre  | Law Hieng Ding               | Homme politique malaisien.                                                                                        | 83  | (en)   |
| 25 décembre  | François Gantheret           | Écrivain et psychanalyste français.                                                                               | 84  |        |
| 25 décembre  | Yoshitada Kōnoike            | Homme politique japonais.                                                                                         | 78  | (en)   |
| 25 décembre  | Baldur Ragnarsson            | Poète islandais.                                                                                                  | 88  | (ru)   |
| 25 décembre  | Nancy Roman                  | Astronome américaine.                                                                                             | 93  |        |
| 25 décembre  | Sigi Schmid                  | Entraîneur de football germano-américain.                                                                         | 65  | (en)   |
| 26 décembre  | Frank Adonis                 | Acteur et réalisateur américain.                                                                                  | 83  | (en)   |
| 26 décembre  | Theodore Antoniou            | Compositeur et chef d'orchestre grec.                                                                             | 83  | (en)   |
| 26 décembre  | Wendy Beckett                | Religieuse catholique et historienne de l'art britannique.                                                        | 88  | (en)   |
| 26 décembre  | Gerson Camata                | Homme politique brésilien.                                                                                        | 77  | (es)   |
| 26 décembre  | Michel Ciry                  | Peintre-graveur, écrivain et compositeur français.                                                                | 99  |        |
| 26 décembre  | John Culver                  | Homme politique américain.                                                                                        | 86  | (en)   |
| 26 décembre  | Roy J. Glauber               | Physicien américain.                                                                                              | 93  | (en)   |
| 26 décembre  | Jorge Grau                   | Réalisateur et scénariste espagnol.                                                                               | 88  | (es)   |
| 26 décembre  | Tomokatsu Kitagawa           | Homme politique japonais.                                                                                         | 67  | (ja)   |
| 26 décembre  | Lawrence Roberts             | Informaticien américain.                                                                                          | 81  | (en)   |
| 26 décembre  | Morton Sobell                | Ingénieur et espion américain.                                                                                    | 101 | (en)   |
| 26 décembre  | Margaret Stones              | Illustratrice botanique australienne.                                                                             | 98  | (en)   |
| 26 décembre  | Peter Swinnerton-Dyer        | Mathématicien britannique.                                                                                        | 91  | (en)   |
| 27 décembre  | Juan Bautista Agüero         | Footballeur paraguayen.                                                                                           | 83  | (en)   |
| 27 décembre  | Jean Dumontier               | Architecte et artiste canadien.                                                                                   | 83  |        |
| 27 décembre  | Robert Kerman                | Acteur américain.                                                                                                 | 71  | (en)   |
| 27 décembre  | Claude Mesplède              | Critique littéraire et romancier français.                                                                        | 79  |        |
| 27 décembre  | Miúcha                       | Chanteuse et compositrice brésilienne.                                                                            | 81  | (pt)   |
| 27 décembre  | Richard Overton              | Vétéran et supercentenaire américain.                                                                             | 112 | (en)   |
| 27 décembre  | Bumper Tormohlen             | Joueur puis entraîneur américain de basket-ball.                                                                  | 81  | (en)   |
| 28 décembre  | Seydou Badian Kouyaté        | Écrivain et homme politique malien.                                                                               | 90  |        |
| 28 décembre  | Abdelmalek Benhabylès        | Avocat, artiste-peintre, diplomate et homme politique algérien.                                                   | 97  |        |
| 28 décembre  | Jean Cortot                  | Artiste peintre et illustrateur français                                                                          | 93  |        |
| 28 décembre  | Iaia Fiastri                 | Scénariste et parolière italienne.                                                                                | 84  | (it)   |
| 28 décembre  | Toshiko Fujita               | Seiyū japonaise.                                                                                                  | 68  | (en)   |
| 28 décembre  | Peter Hill-Wood              | Homme d'affaires britannique.                                                                                     | 82  | (en)   |
| 28 décembre  | Alain Kremski                | Musicien français.                                                                                                | 78  |        |
| 28 décembre  | Georges Loinger              | Résistant français.                                                                                               | 108 |        |
| 28 décembre  | Edgar Maalouf                | Homme politique libanais.                                                                                         | 84  |        |
| 28 décembre  | Amos Oz                      | Poète et romancier israélien.                                                                                     | 79  |        |
| 28 décembre  | Shehu Shagari                | Homme d'État nigérian.                                                                                            | 93  |        |
| 28 décembre  | June Whitfield               | Actrice britannique.                                                                                              | 93  |        |
| 28 décembre  | Ievgueni Zimine              | Hockeyeur sur glace soviétique puis russe, double champion olympique aux Jeux olympiques d'hiver de 1968 et 1972. | 71  | (ru)   |
| 29 décembre  | Brian Garfield               | Écrivain américain.                                                                                               | 79  | (en)   |
| 29 décembre  | Yehoshua Glazer              | Footballeur international israélien.                                                                              | 91  | (en)   |
| 29 décembre  | Ringo Lam                    | Réalisateur hongkongais.                                                                                          | 63  | (en)   |
| 29 décembre  | Rosenda Monteros             | Actrice mexicaine.                                                                                                | 83  | (es)   |
| 30 décembre  | Claude Gingras               | Journaliste et critique musical canadien.                                                                         | 87  |        |
| 30 décembre  | Edgar Hilsenrath             | Écrivain allemand.                                                                                                | 92  |        |
| 30 décembre  | Don Lusk                     | Réalisateur et animateur américain.                                                                               | 105 | (en)   |
| 30 décembre  | Mrinal Sen                   | Réalisateur indien.                                                                                               | 95  | (en)   |
| 30 décembre  | Héctor Timerman              | Homme politique argentin.                                                                                         | 65  | (es)   |
| 30 décembre  | Blandine Verlet              | Claveciniste française.                                                                                           | 76  |        |
| 31 décembre  | Maya Casabianca              | Chanteuse israélo-française.                                                                                      | 78  |        |
| 31 décembre  | Urbie Green                  | Tromboniste américain de jazz.                                                                                    | 92  | (en)   |
| 31 décembre  | Kader Khan                   | Acteur et scénariste indien.                                                                                      | 81  | (en)   |
| 31 décembre  | Nicola L                     | Peintre, sculptrice et féministe française.                                                                       |     |        |
| 31 décembre  | Richard Marks                | Monteur américain.                                                                                                | 75  | (en)   |
| 31 décembre  | Al Reinert                   | Réalisateur, scénariste et producteur américain.                                                                  | 71  | (en)   |
| 31 décembre  | Sucar                        | Basketteur argentin naturalisé brésilien, double médaillé de bronze aux Jeux olympiques d'été de 1960 et 1964.    | 79  | (pt)   |
| 31 décembre  | Peter Thompson               | Footballeur britannique.                                                                                          | 76  |        |